# Chris Naeole
Christopher Kealoha Naeole (Kailua, 25 dicembre 1974) è un ex giocatore di football americano statunitense che ha militato nel ruolo di offensive guard nella National Football League.

## Biografia
Dopo avere giocato al college a football a Colorado, Naeole fu scelto come decimo assoluto nel Draft NFL 1997 dai New Orleans Saints. Dopo avere giocato solo quattro partite nella sua prima stagione, divenne stabilmente titolare a partire dalla successiva. Nel 2002 firmò come free agent con i Jacksonville Jaguars. Rimase titolare fino a metà della stagione 2007 quando si ruppe un quadricipite, non riuscendo più a scendere in campo.

## Statistiche
| Partite             | 154 |
| Partite da titolare | 150 |

## Famiglia
È zio di Byron e Bronson Beatty che giocano nel campionato giapponese per gli Obic Seagulls.